# Rallye de Grande-Bretagne 2009
Le Rallye de Grande-Bretagne 2009 est le 12e rallye du Championnat du monde des rallyes 2009.

## Spéciales chronométrées
| Étape  | Spéciale | Heure   | Nom           | Distance | Vainqueur      | Temps         | Leader         |
| ------ | -------- | ------- | ------------- | -------- | -------------- | ------------- | -------------- |
| 23 Oct | SS1      | 09 h 23 | Hafren 1      | 32,14 km | Sébastien Loeb | 18 min 30 s 2 | Sébastien Loeb |
| 23 Oct | SS2      | 10 h 04 | Sweet Lamb 1  | 5,13 km  | Sébastien Loeb | 3 min 23 s 7  | Sébastien Loeb |
| 23 Oct | SS3      | 10 h 22 | Myherin 1     | 27,88 km | Sébastien Loeb | 15 min 29 s 3 | Sébastien Loeb |
| 23 Oct | SS4      | 13 h 31 | Hafren 2      | 32,14 km | Mikko Hirvonen | 18 min 49 s 8 | Sébastien Loeb |
| 23 Oct | SS5      | 14 h 12 | Sweet Lamb 2  | 5,13 km  | Sébastien Loeb | 3 min 24 s 1  | Sébastien Loeb |
| 23 Oct | SS6      | 14 h 30 | Myherin 2     | 27,88 km | Mikko Hirvonen | 15 min 39 s 0 | Sébastien Loeb |
| 24 Oct | SS7      | 08 h 35 | Rhondda 1     | 35,72 km | Mikko Hirvonen | 19 min 30 s 0 | Sébastien Loeb |
| 24 Oct | SS8      | 10 h 26 | Crychan 1     | 14,99 km | Sébastien Loeb | 8 min 34 s 4  | Sébastien Loeb |
| 24 Oct | SS9      | 10 h 54 | Halfway 1     | 18,37 km | Sébastien Loeb | 10 min 19 s 6 | Sébastien Loeb |
| 24 Oct | SS10     | 15      | Rhondda 2     | 35,72 km | Mikko Hirvonen | 19 min 07 s 9 | Sébastien Loeb |
| 24 Oct | SS11     | 16 h 51 | Crychan 2     | 14,99 km | Sébastien Loeb | 8 min 44 s 9  | Sébastien Loeb |
| 24 Oct | SS12     | 17 h 19 | Halfway 2     | 18,37 km | Sébastien Loeb | 10 min 38 s 0 | Sébastien Loeb |
| 25 Oct | SS13     | 08 h 28 | Port Talbot 1 | 17,41 km | Mikko Hirvonen | 9 min 00 s 2  | Sébastien Loeb |
| 25 Oct | SS14     | 09 h 27 | Rheola 1      | 22,51 km | Mikko Hirvonen | 12 min 34 s 3 | Sébastien Loeb |
| 25 Oct | SS15     | 10 h 56 | Port Talbot 2 | 17,41 km | Sébastien Loeb | 9 min 11 s 9  | Sébastien Loeb |
| 25 Oct | SS16     | 11 h 55 | Rheola 2      | 22,51 km | Mikko Hirvonen | 12 min 46 s 0 | Sébastien Loeb |

1 S LOEB 3H 16 MIN 25.4
2 M HIRVONEN 1 MIN 06.1
3 D SORDO 1 MIN 07.1
4 P SOLBERG 1 MIN 47.1
5 H SOLBERG 10 MIN 28 S
6 M WILSON 13     MIN 6 S
7 J-M LATVALA 20   MIN 11.9
8 C RAUTENBACH 23   MIN 47.8
9 E BRYNILDSEN 1     H  8  MIN  1.1  
10 A ARAUJO   1 H 18  MIN 8.8

## Classements au championnat après l'épreuve

### Classement des pilotes
| Rang | Pilote                | Rallyes | Rallyes | Rallyes | Rallyes | Rallyes | Rallyes | Rallyes | Rallyes | Rallyes | Rallyes | Rallyes | Rallyes | Total points |
| Rang | Pilote                | IRL     | NOR     | CYP     | POR     | ARG     | ITA     | GRE     | POL     | FIN     | AUS     | ESP     | GBR     | Total points |
| ---- | --------------------- | ------- | ------- | ------- | ------- | ------- | ------- | ------- | ------- | ------- | ------- | ------- | ------- | ------------ |
| 1er  | Sébastien Loeb        | 10      | 10      | 10      | 10      | 10      | 5       | Ab.     | 2       | 8       | 8       | 10      | 10      | 93           |
| 2e   | Mikko Hirvonen        | 6       | 8       | 8       | 8       | Ab.     | 8       | 10      | 10      | 10      | 10      | 6       | 8       | 92           |
| 3e   | Daniel Sordo          | 8       | 4       | 5       | 6       | 8       | 0       | 0       | 8       | 5       | 6       | 8       | 6       | 64           |
| 4e   | Jari-Matti Latvala    | 0       | 6       | 0       | Ab.     | 3       | 10      | 6       | Ab.     | 6       | 5       | 3       |         | 39           |
| 5e   | Petter Solberg        | -       | 3       | 6       | 5       | Ab.     | 6       | Ab.     | 5       | Ab.     | -       | 5       |         | 30           |
| 6e   | Henning Solberg       | 5       | 5       | 0       | 4       | 6       | 1       | 0       | 6       | 0       | 2       | 0       |         | 29           |
| 7e   | Matthew Wilson        | 2       | 2       | 4       | Ab.     | 4       | 3       | 0       | 4       | 1       | 3       | 2       |         | 25           |
| 8e   | Sébastien Ogier       | 3       | 0       | Ab.     | 0       | 2       | Ab.     | 8       | Ab.     | 3       | 4       | 4       |         | 24           |
| 9e   | Federico Villagra     | -       | -       | 2       | 2       | 5       | Ab.     | 5       | -       | 0       | 1       | 1       |         | 16           |
| 10e  | Conrad Rautenbach     | 0       | Ab.     | 3       | Ab.     | Ab.     | 0       | 4       | 1       | Ab.     | Ab.     | 0       |         | 8            |
| 11e  | Mads Østberg          | -       | 0       | -       | 3       | -       | 2       | 2       | Ab.     | Ab.     | -       | -       |         | 7            |
| 12e  | Khalid al-Qassimi     | 1       | -       | 1       | 1       | -       | 0       | 3       | -       | 0       | 0       | 0       |         | 6            |
| 13e  | Chris Atkinson        | 4       | -       | -       | -       | -       | -       | -       | -       | -       | -       | -       |         | 4            |
| 13e  | Evgeny Novikov        | -       | 0       | Ab.     | Ab.     | -       | 4       | 0       | 0       | Ab.     | -       | 0       |         | 4            |
| 13e  | Matti Rantanen        | -       | -       | -       | -       | -       | -       | -       | -       | 4       | -       | -       |         | 4            |
| 16e  | Krzysztof Holowczyc   | -       | -       | -       | -       | -       | -       | -       | 3       | -       | -       | -       |         | 3            |
| 17e  | Jari Ketomaa          | -       | -       | -       | -       | -       | -       | -       | -       | 2       | -       | -       |         | 2            |
| 18e  | Urmo Aava             | 0       | 1       | -       | -       | -       | -       | -       | -       | -       | -       | -       |         | 1            |
| 18e  | Nasser Al Attiyah     | -       | -       | 0       | 0       | 1       | 0       | 0       | -       | 0       | -       | -       |         | 1            |
| 18e  | Lambros Athanassoulas | -       | -       | -       | -       | -       | -       | 1       | -       | -       | -       | 0       |         | 1            |

| Couleur | Résultat                                                         |
| ------- | ---------------------------------------------------------------- |
| Or      | Vainqueur                                                        |
| Argent  | 2e place                                                         |
| Bronze  | 3e place                                                         |
| Vert    | Classé, dans les points                                          |
| Bleu    | Classé, hors des points Non classé (Nc.)                         |
| Mauve   | Abandon (Ab.) Retrait (Re.)                                      |
| Noir    | Disqualifié (Dq.)                                                |
| Blanc   | N'a pas pris le départ (Np.) Forfait (Forf.) Épreuve annulée (A) |
| Aucune  | N'a pas participé (-)                                            |